# 작은드워프땃쥐
작은드위프땃쥐(Suncus varilla)는 땃쥐과에 속하는 포유류의 일종이다. 보츠와나와 콩고민주공화국, 레소토, 말라위, 모잠비크, 남아프리카공화국, 탄자니아, 잠비아 그리고 짐바브웨에서 발견된다.